# Pontchâteau
Pontchâteau település Franciaországban, Loire-Atlantique megyében. Lakosainak száma 11 249 fő (2022. január 1.). Pontchâteau Besné, Campbon, Crossac, Drefféac, Missillac, Prinquiau, Sainte-Anne-sur-Brivet, Saint-Gildas-des-Bois és Sainte-Reine-de-Bretagne községekkel határos.

## Népesség
A település népességének változása:
| Lakosok száma | 5835 | 7220 | 7549 | 8924 | 10 191 | 10 604 | 10 684 | 10 901 | 11 030 | 11 249 |
|               | 1968 | 1982 | 1990 | 2006 | 2013   | 2015   | 2017   | 2019   | 2020   | 2022   |